# Universität Utrecht
Die Universität Utrecht (niederländisch: Universiteit Utrecht – UU, vormals Rijksuniversiteit Utrecht – RUU) ist die größte Universität in den Niederlanden mit Sitz in Utrecht. Sie zählte im Jahr 2022  37.675 Studenten sowie 8.584 Angestellte. Die Gründung am 26. März 1636 macht die Universität zu einer der ältesten in den Niederlanden. Im Jahr 2022 hatte die Universität ein Budget von 1,065 Milliarden Euro sowie ein Stiftungsvermögen von 509 Millionen Euro. Es wurden 8190 wissenschaftliche Artikel veröffentlicht und 533 Dissertationen verteidigt. Besonderen Fokus legt die Universität auf Nachhaltigkeit und konnte die eigenen Treibhausgas-Emissionen seit 2015 um 53 % senken. Die Universität Utrecht zählt eine Reihe angesehener Wissenschaftler zu ihren Absolventen und Dozenten, darunter 12 Nobelpreisträger und 13 Preisträger des Spinoza-Preises. Die Universität Utrecht wird in renommierten internationalen Rankings regelmäßig unter den 100 besten Universitäten der Welt geführt. Im Shanghai Ranking of World Universities 2021 wird die Universität als beste Universität der Niederlande eingestuft, belegt Platz 15 in Europa und Platz 50 in der weltweiten Betrachtung. Die einzelnen Fakultäten erreichen teilweise bessere Positionen, so ist die Geowissenschaft und Veterinärmedizin auf Platz 3 und die öffentliche Verwaltung auf Platz 2 im weltweiten Ranking. Laut VSNU Bericht gehören alle niederländischen Universitäten zu den besten zwei Prozent weltweit.
Das Motto der Universität lautet „Sol Iustitiae Illustra Nos“, was übersetzt bedeutet „Möge die Sonne der Gerechtigkeit uns erleuchten“. Dieses Motto wurde aus einer wörtlichen lateinischen Bibelübersetzung von Maleachi 4:2 abgeleitet. Die Rutgers University, die historisch mit der Universität Utrecht verbunden ist, verwendet eine modifizierte Version dieses Mottos. Durch die Mitgliedschaft in der Coimbra Group (CG), der League of European Research Universities (LERU), dem Utrecht Netzwerk und der European University Association (EUA) bestehen enge Beziehungen zu anderen internationalen Einrichtungen.

## Geschichte

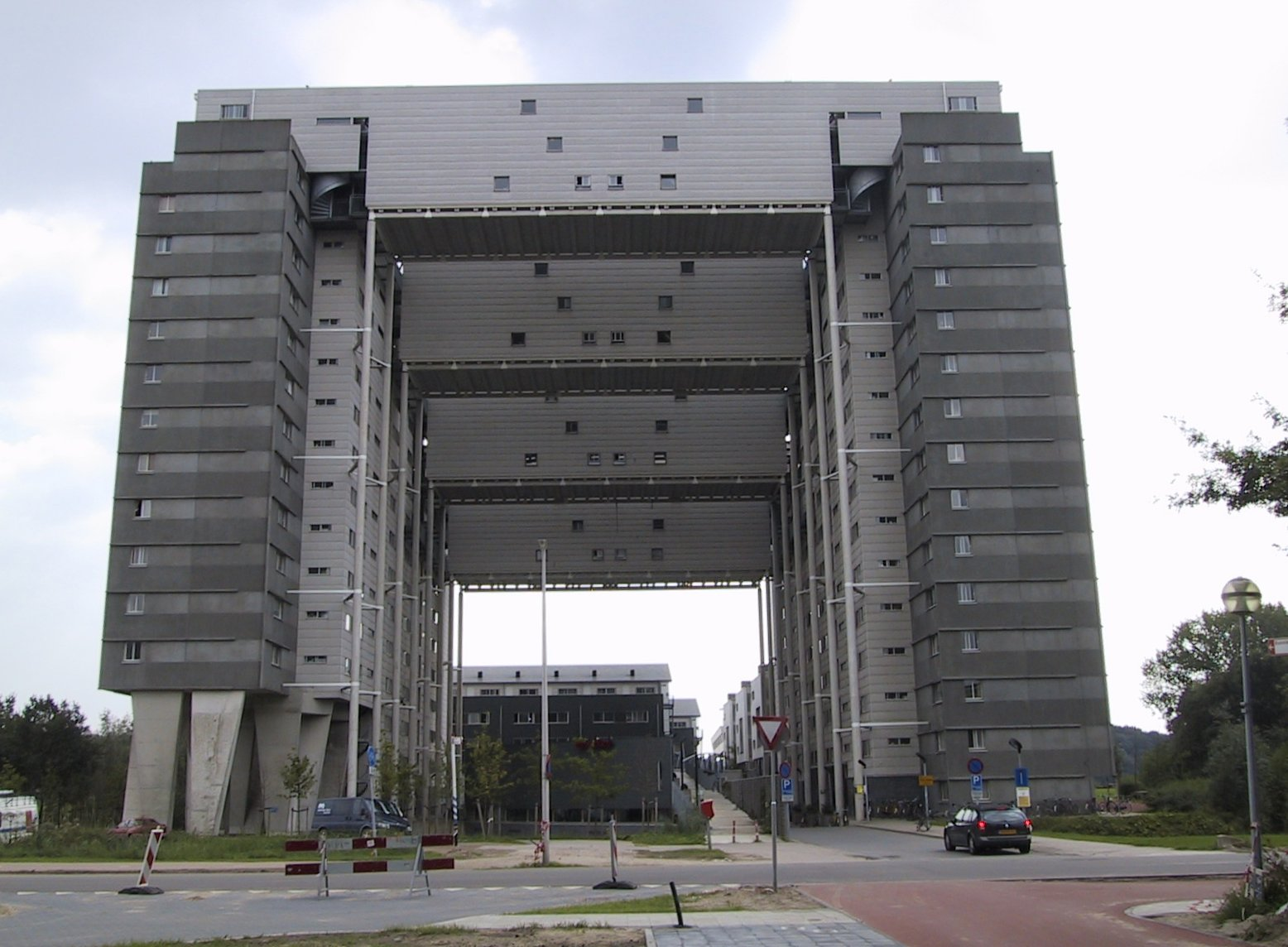
Studentenwohnheim an der Cambridgelaan

Die Universität Utrecht wurde am 26. März 1636 gegründet und ist nach der Universität Leiden, der (inzwischen aufgehobenen) Universität Franeker und der Universität Groningen die viertälteste Universität des Landes. Die 1584 gegründete Städtische Bibliothek Utrecht wurde mit der Universitätsgründung zur Universitätsbibliothek Utrecht, der größten ihrer Art in den Niederlanden. Die Universität ist Mitglied der Liga europäischer Forschungsuniversitäten LERU und des Utrecht Network. Bereits im Gründungsjahr 1636 studierte mit Anna Maria van Schurman die erste Frau in den Niederlanden in Utrecht Theologie bei Professor Gisbertus Voetius in einer mit einem Vorhang verschlossenen Nische. Durch Investitionen in einen botanischen Garten und ein Observatorium gelingt es der jungen Universität, trotz der starken Konkurrenz durch die älteren Universitäten, schnell zu wachsen. Die Universität ist bereits Mitte des 17. Jahrhunderts ein Magnet für internationale Studenten und Gelehrte wie den französischen Mathematiker und Philosoph René Descartes.

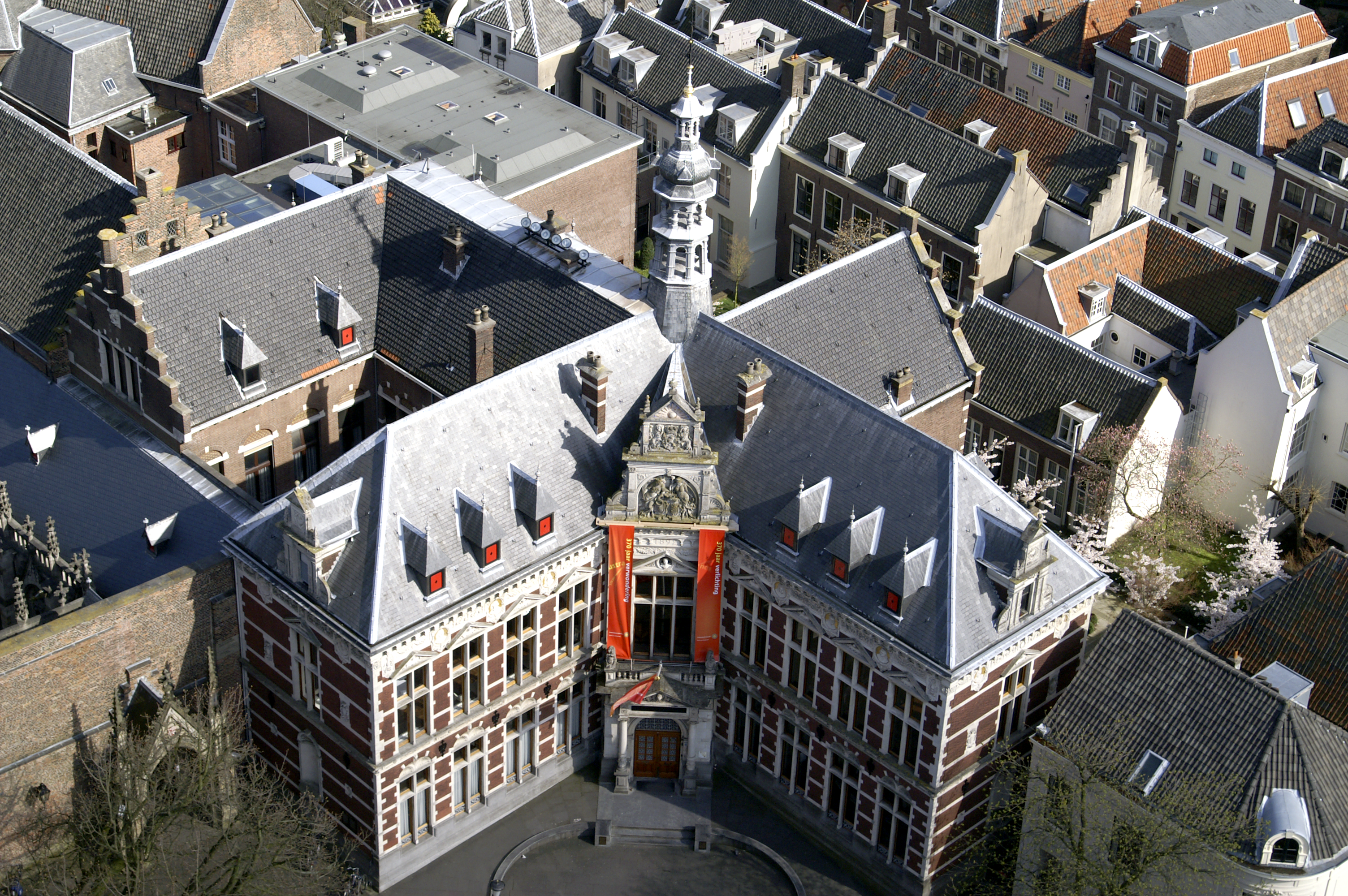
Akademiegebäude

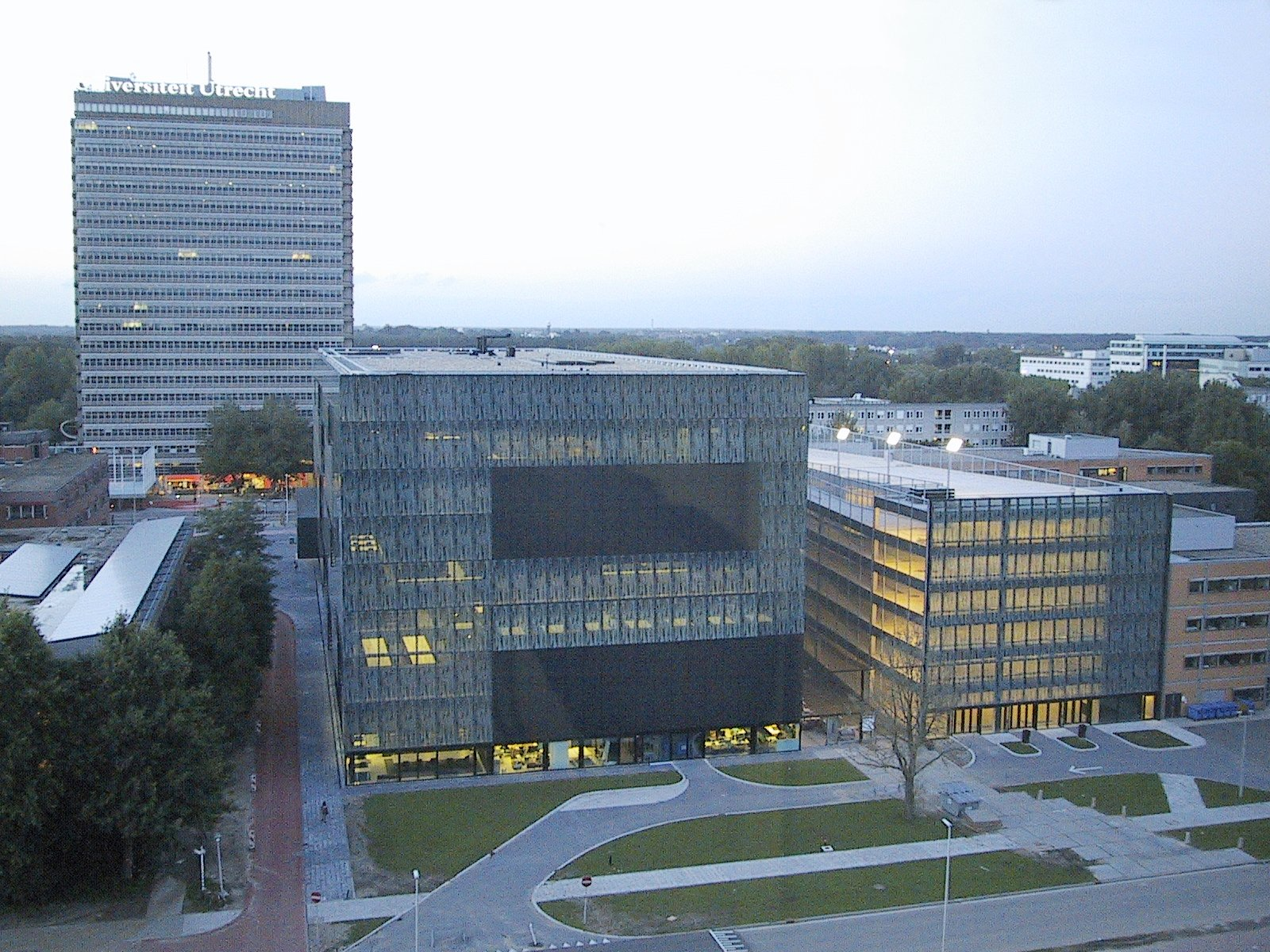
Universitätsbibliothek Utrecht

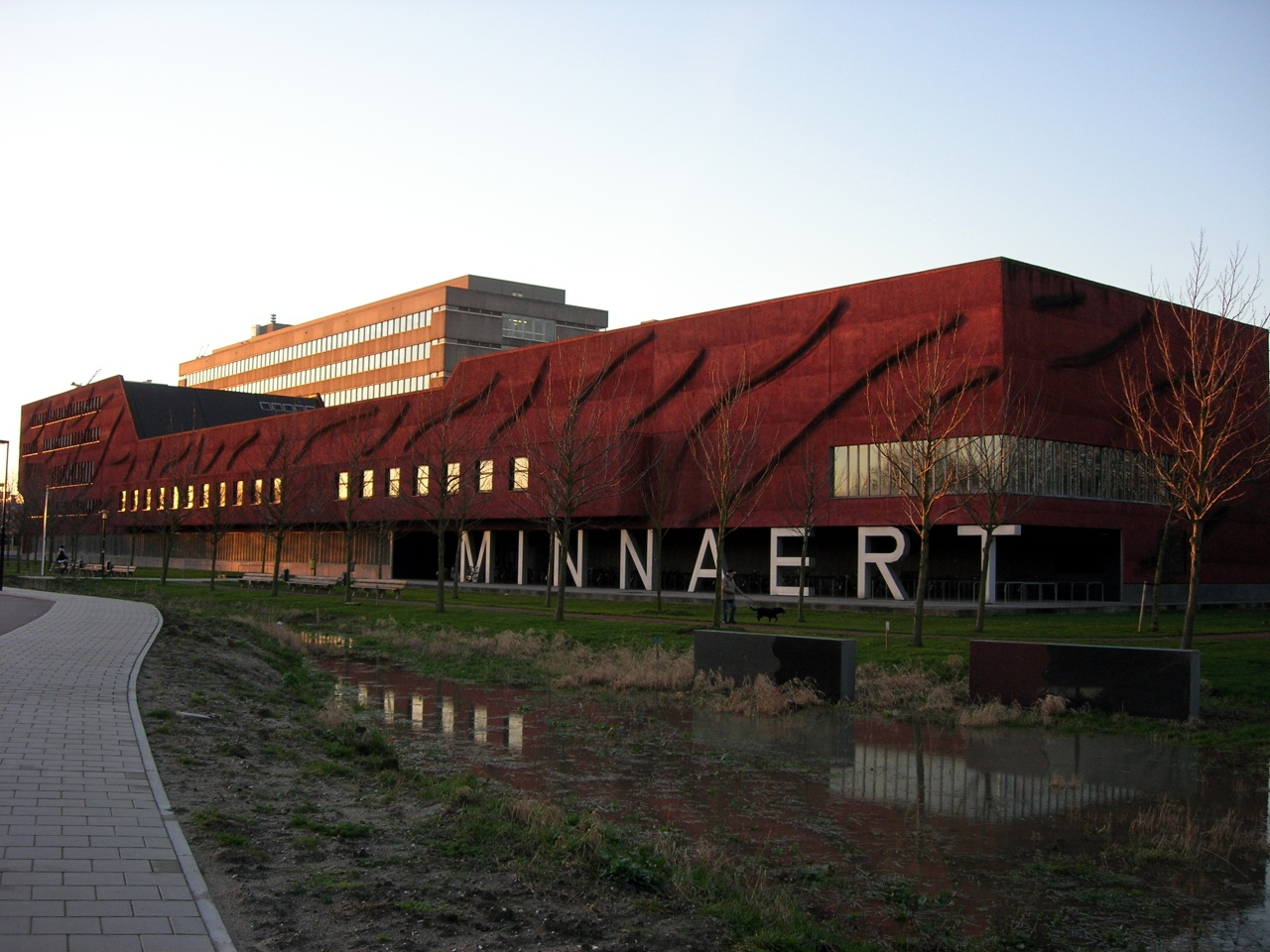
Minnaert-Gebäude

Ab 1720 folgt ein Übergang zu den modernen Naturwissenschaften; Petrus van Musschenbroek führt von Utrecht aus die Newtonschen empirischen Naturwissenschaften in den Niederlanden ein. 1723 wird der Utrechter Botanische Garten auf ein größeres Grundstück verlegt, wo Professor von Wachendorff die Pflanzensystematik – in Anlehnung an Carl von Linné – in den Niederlanden einführt. Drei Jahre später wird in der Langen Nieuwstraat das Theatrum Academicum eröffnet, in dem moderne Anatomie gelehrt und praktiziert wird. Nach dem Ende der französischen Besatzung der Niederlande und der Gründung des Königreich der Niederlande wird die Universität staatlich. In den Naturwissenschaften entsteht 1850 die sogenannte „Utrechter Schule“, angeführt von den Professoren Harting, Mulder, Buys Ballot und Donders. Sie führen das pädagogische Laboratorium in den Niederlanden ein. Im Jahr 1880 ist Catharine van Tussenbroek die erste reguläre Studentin in Utrecht. Im Jahr 1915 sind mehr als ein Viertel der Studenten Frauen. In den Fakultäten schreitet diese Revolution viel langsamer voran, der Großteil der wissenschaftlichen Mitarbeiter und Professoren sind Männer. 1917 wird die erste niederländische Professorin, Johanna Westerdijk, eine Pflanzenpathologin, in Utrecht berufen. 1925 nimmt die Universität die Schule für Veterinärmedizin auf, welche zur Fakultät für Veterinärmedizin wird. Bis heute ist die Fakultät einzigartig in den Niederlanden. Mit Akademikern wie den Juristen Hendrik Jacobus Hamaker und Willem Molengraaff, Historikern wie Gerhard Wilhelm Kernkamp und Pieter Geijl, Naturwissenschaftlern wie Rudolf Magnus, Frits Went und Marcel Minnaert und Theologen wie Willem C. van Unnik beginnt eine neue Wachstumsphase. 1929 wird Christiaan Eykman als erster Utrechter mit dem Nobelpreis ausgezeichnet.
Bis zum Zweiten Weltkrieg hat die Universität Utrecht sechs Fakultäten. Nach dem Krieg werden die Geowissenschaften, die Biologie und die Chemie zu eigenständigen Fakultäten und es wird eine Fakultät für Sozial- und Verhaltenswissenschaften gegründet. Währenddessen steigt die Zahl der Studierenden weiter an: von etwa achthundert im Jahr 1900 auf fast dreitausend in den späten 1930er Jahren und etwa 23.000 im Jahr 2000. 1969 besetzen Studenten die Aula der Universität Utrecht und fordern mehr Beteiligung und Demokratisierung der Universität. Dies führt zum Universitätsgesetz, das eine Vertretung der Studierenden ermöglicht. Ab den 1960er Jahren kommt es zu zahlreichen geografischen und architektonischen Veränderungen in der Universität durch die Einrichtung neuer Fakultäten, der Bibliothek und des akademischen Krankenhauses. Die Wissenschaft wird im Laufe des 20. Jahrhunderts immer bedeutender und personalintensiver, was Zusammenarbeit in Teams und in bestimmten Fällen große Investitionen erfordert. Obwohl der Staat immer noch der wichtigste Partner ist, ist die Universität Utrecht seit dem Zweiten Weltkrieg immer unabhängiger geworden und hat sich zu einer selbstverwalteten Organisation entwickelt. Es kommt zu einer Verlagerung der Universität in einen eigenen Campus, De Uithof, der außerhalb der Ringautobahn liegt. 2011 haben sich die Universität Utrecht, die Hochschule für angewandte Wissenschaften, die UMC Utrecht, die Provinz und die Stadt im Utrecht Science Park (USP) am Uithof zusammengeschlossen. Der Science Park ist ein international führendes Zentrum für Bildung, Forschung, akademische Patientenversorgung und wissenschaftsintensive Unternehmen.

## Fakultäten
Es gibt sieben Fakultäten (nied.: Faculteiten):
- Fakultät Naturwissenschaften (Bètawetenschappen)
  - Departement Biologie
  - Departement Pharmazeutische Wissenschaften
  - Departement Informatik
  - Departement Physik und Astronomie (Natuur- en Sterrenkunde)
  - Departement Chemie
  - Departement Mathematik (Wiskunde)

- Fakultät Veterinärmedizin (Diergeneeskunde)
  - Departement Biochemie und Zellbiologie
  - Departement Dier, Wetenschap en Maatschappij
  - Departement Viehhaltung
  - Departement Pferdehaltung
  - Departement Haustierhaltung
  - Departement Infektionskrankheiten und Immunologie
  - Departement Pathologie
  - Institute for Risk Assessment Sciences (IRAS)

- Fakultät Geisteswissenschaften (Geesteswetenschappen)[9]
  - Departement Geschichte und Kunstgeschichte
  - Departement Sprache, Literatur und Kommunikation
  - Departement Medien- und Kulturwissenschaft
  - Departement Philosophie und Religionswissenschaft

- Fakultät Geowissenschaften (Geowetenschappen)[10]
  - Departement Geowissenschaften (Earth Sciences)
  - Departement Physische Geographie (Physical Geography)
  - Departement für nachhaltige Entwicklung (Copernicus Institute)
  - Departement Sozialgeographie und Städtebau (Human Geography and Spatial Planning)

- Fakultät Rechts-, Wirtschafts-, Verwaltungswissenschaft und Organisation
  - Rechtswissenschaften
  - Utrecht School of Economics (USE)
  - Utrechtse School voor Bestuurs- en Organisatiewetenschap (USBO)

- Fakultät Sozialwissenschaften (Sociale Wetenschappen)
  - Departement Soziologie
  - Departement Pädagogik und Schulpädagogik
  - Departement Psychologie

- Universitärmedizinisches Centrum Utrecht (UMC Utrecht)
  - Perinatologie und Gynäkologie
  - Radiologie, Radiotherapie und Nucleaire Geneeskunde
  - Neurologie
  - Perioperative Zorg en Spoedeisende Hulp
  - Biomedizinische Genetik
  - Julius Centrum voor Gezondheidswetenschappen und Eerstelijnsgeneeskunde
  - Kinderklinik
  - Innere Medizin und Dermatologie
  - Laboratoria und Apothekenwesen
  - Hart Long Centrum Utrecht
  - Heelkundige Specialismen
  - Intensive Care Centrum

- Interdisziplinär:
  - IVLOS
  - University College Utrecht
  - Roosevelt Academy
  - Ethikinstitut
  - Biomedizinisches Akademiezentrum

## Rektoren
siehe: Liste der Rektoren der Universität Utrecht

## Absolventen
Unter den Absolventen der Universität finden sich mehrere spätere Nobelpreisträger:
- Jacobus Henricus van ’t Hoff (1852–1911), Chemie (1901)
- Wilhelm Röntgen (1845–1923), Physik (1901)
- Willem Einthoven (1860–1927), Medizin (1924)
- Peter Debye (1884–1966), Chemie (1936)
- Nicolaas Bloembergen (1920–2017), Physik (1981)
- Paul Josef Crutzen, Chemie (1995)
- Gerard ’t Hooft (* 1946), Physik (1999)
- Martinus J. G. Veltman (1931–2021), Physik (1999)